# Marja Vuijsje
Marja Vuijsje (Amsterdam, 1955) is een Nederlands schrijver en journalist.

## Biografie
Vuijsje groeide op in de Amsterdamse Indische buurt. Haar vader, Nathan Vuijsje, was afkomstig uit een Joods en sociaaldemocratisch arbeidersgezin uit de Amsterdamse Jodenhoek. Er waren zes kinderen in dat gezin: Abraham (Bram, 1907), Alida (1908), Nathan (1910), Philips (Flip, 1913), Louis (1915) en Jacob (Jaap, 1920). Ze woonden eerst in de Tweede Batavierdwarsstraat 149-1, bij het Waterlooplein en later in de Retiefstraat 60-3, in de nieuwe wijk Transvaalbuurt. Nathans ouders openden in 1936 een eigen bakkerij op de Weesperstraat 14, 'Luxebakkerij Vuysje', gespecialiseerd in Duits brood. Vrijwel het hele gezin werkte mee en woonde boven de bakkerij.
Nathan overleefde het concentratiekamp Auschwitz. Na de Tweede Wereldoorlog werkte hij opnieuw als bakkersknecht.
Vuijsje komt uit een schrijversfamilie: haar vaders broer was de vader van Herman en Bert Vuijsje, zij is een achternicht van Robert Vuijsje en Hagar Peeters.
Na de middelbare school (het Meer uitgebreid lager onderwijs (mulo)) werkte Vuijsje als typiste op een kantoor, waar zij in aanraking kwam met het feminisme. Zij werd lid van een femsocgroep en studeerde in 1982 af aan de sociale academie.
In 2008 debuteerde Vuijsje als schrijfster. Ze debuteerde niet eerder "omdat ze dacht dat dat niet voor haar weggelegd was". Ze noemt zichzelf "een toeschouwer in de coulissen van de geschiedenis, (...) meer een toeschouwer dan een boodschapper". Als journalist werkte ze onder meer voor Opzij, De Groene Amsterdammer, de VARA en de NOS.